# Abrophyllum ornans
Abrophyllum ornans är en tvåhjärtbladig växtart som först beskrevs av Ferdinand von Mueller, och fick sitt nu gällande namn av Benth. Abrophyllum ornans ingår i släktet Abrophyllum och familjen Rousseaceae. Utöver nominatformen finns också underarten A. o. microcarpum.

## Bildgalleri

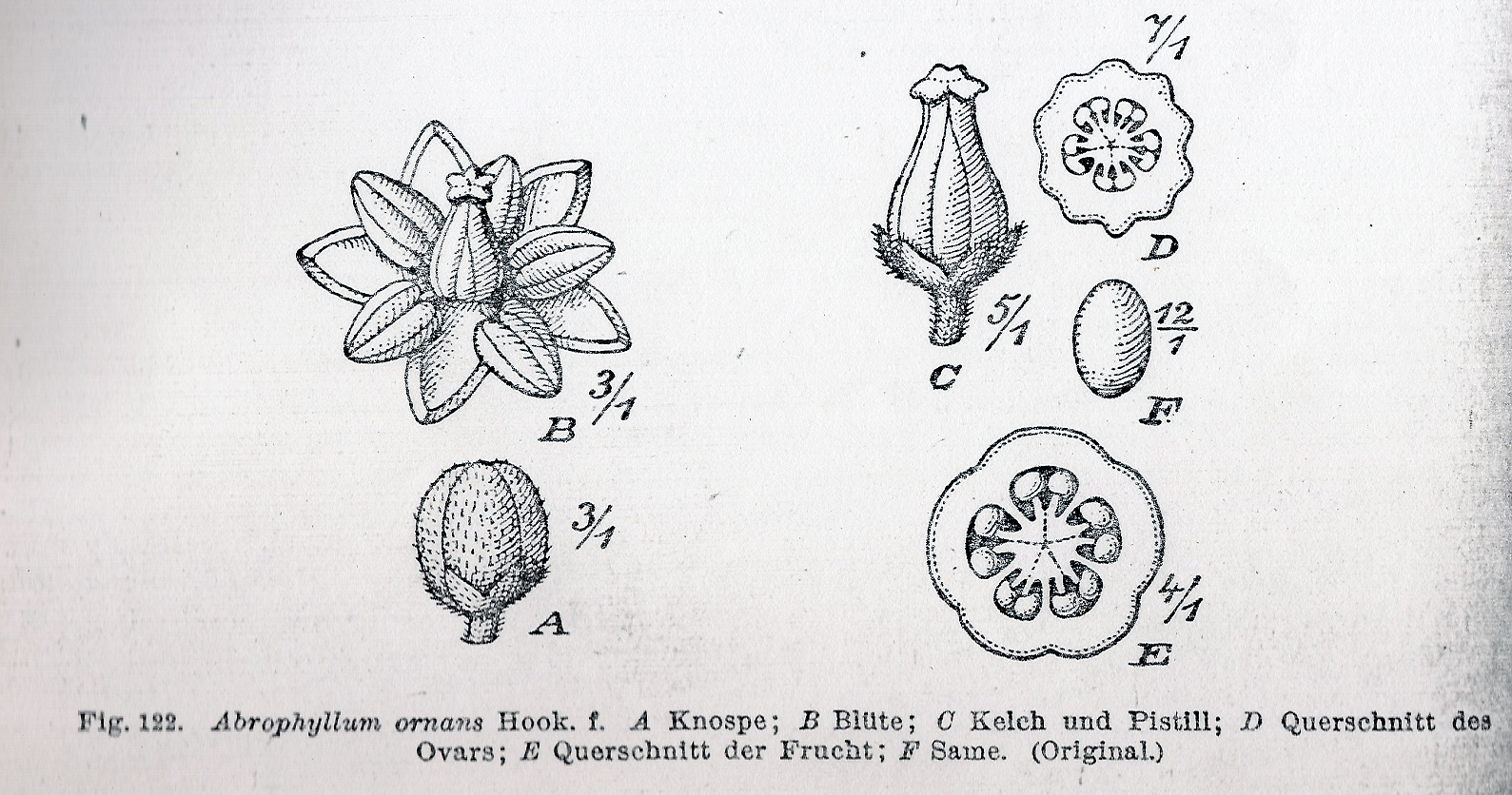
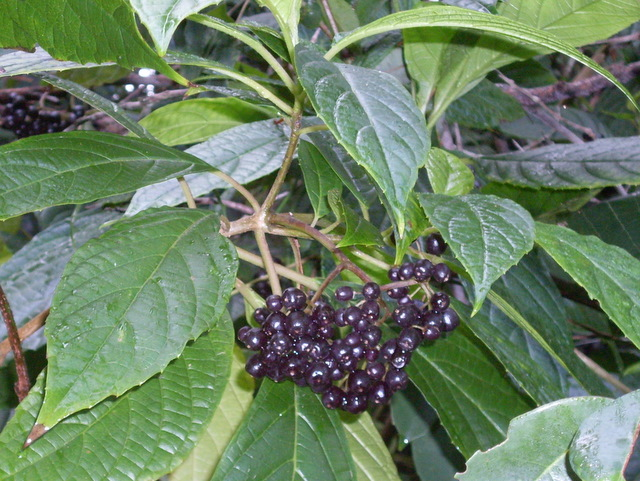
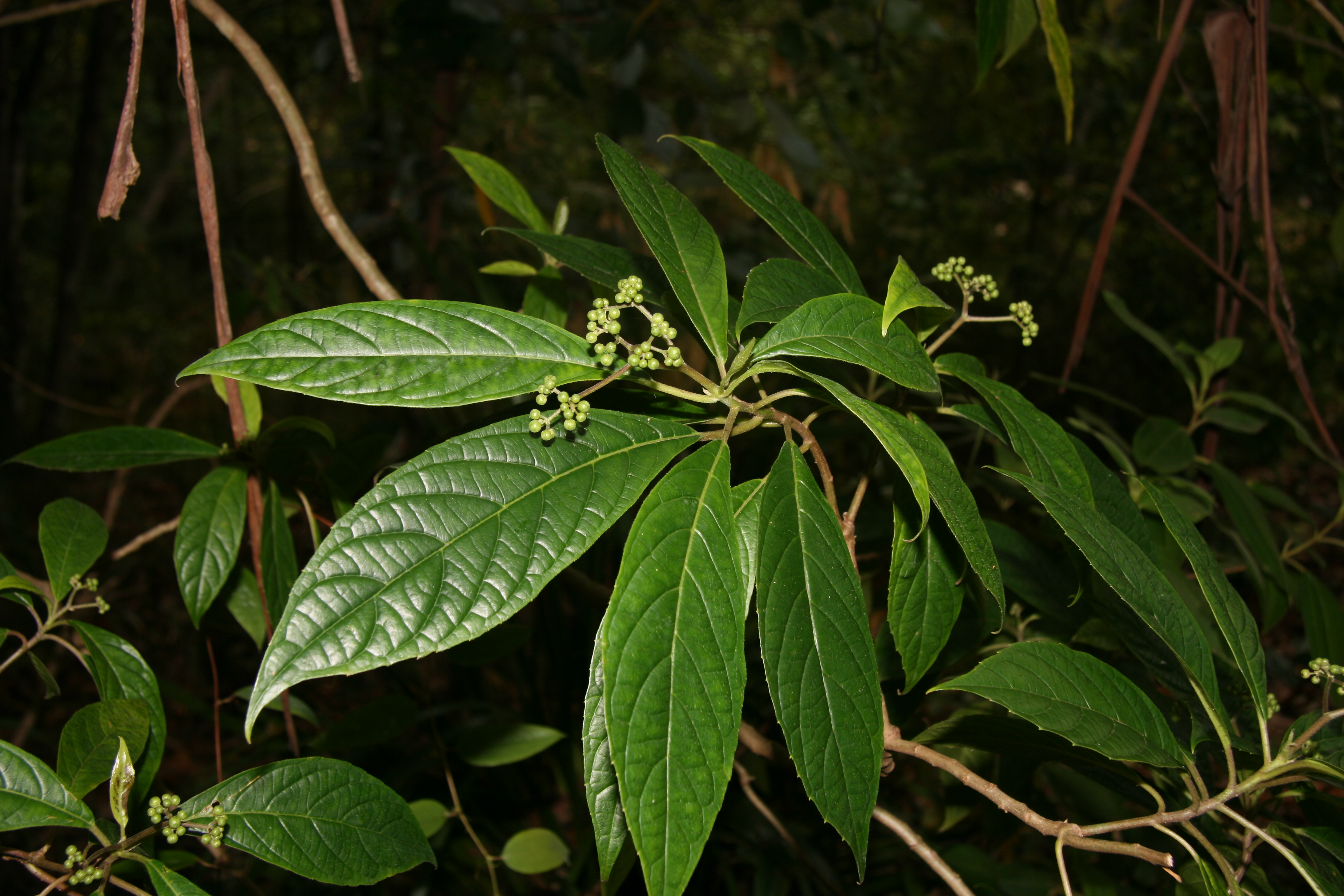